# 堀圭一郎
堀 圭一郎（ほり けいいちろう、1979年6月12日 - ）は日本の俳優・声優・リポーター。北海道出身。血液型はA型。身長179cm。体重72kg。特技はサッカー。以前はリマックスに所属していた。

## 出演作品

### バラエティ
- ものまねバトル（SMAP香取慎吾のそっくりさんとして出演）
- じゅにクラ情報局
- さわやかタウン情報

### テレビアニメ
- HUNTER×HUNTER（第1作）（カップル男、業者A、殺し屋D、ヒル、マフィアB、マフィアE）

### ドラマCD
- エターナル・レジェンド〜継承の系譜〜

### CM
- ケンウッド
- セブンイレブン夏・栄養ドリンク篇
- 石屋製菓 白い恋人〜あの頃を、ありがとう〜篇

### ナビゲーター
- 情報マップ
- ゲーム道場
- narikiri!1・2

### 舞台
- ホーム!